# Mnesipenthe prouti
Mnesipenthe prouti là một loài bướm đêm trong họ Geometridae.